# 刘揖
梁怀王刘揖（？—前169年），汉文帝第四子，生母不详。《史记》作刘胜。汉文帝继位，封他为梁王。好《诗》、《书》，汉文帝爱他，超过其他儿子。五年一朝，一共三朝。在位十年，因堕马而死，谥号怀，无子，国除。第二年，他的太傅贾谊也内疚而死，刘武徙为梁王。
| 前任： 吕产 | 西汉梁王 前178年—前169年 | 繼任： 刘武 |

## 註解
1. ↑  《汉书》卷四：因立皇子武為代王，參為太原王，揖為梁王。
2. ↑  《汉书》卷四：夏六月，梁王揖薨。

## 延伸阅读
[在维基数据编辑]
 《漢書·卷047》，出自班固《漢書》